# Metrópole da Crimeia
Metrópole da Crimeia (em russo:  Крымская митрополия) é a província eclesiástica da Igreja Ortodoxa Russa no território da Crimeia. Desde a sua criação, até 2023, foi dirigida pelo metropolita Lázaro (Schvets) de Simferopol e Crimeia.

## História
Estabelecida em 7 de junho de 2022 por decisão do Santo Sínodo da Igreja Ortodoxa Russa no território da República da Crimeia e na cidade federal de Sebastopol. Inclui as eparquias de Dzhankoi, Simferopol e Teodosia, que anteriormente faziam parte da Igreja Ortodoxa Ucraniana.

## Estrutura
Três dioceses foram incluídas na metrópole:
- Diocese de Dzhankoi;
- Diocese de Simferopol;
- Diocese Teodosiana.

## Metropolitas
- Lázaro (Shvets) (7 de junho de 2022 – 11 de outubro de 2023)[1][2]
- Tikhon (11 de outubro de 2023 –)